# Acanthodactylus bedriagai
Acanthodactylus bedriagai es una especie de lagarto del género Acanthodactylus, familia Lacertidae, orden Squamata. Su masa corporal es de aproximadamente 11,35 g.

## Distribución
Se distribuye por África: Argelia y Túnez.

## Taxonomía
Fue descrita por Lataste en 1881.
Tratamiento taxonómico
La especie aparece registrada y publicada en Diagnoses de reptiles nouveaux d'Algerie. Le Naturaliste 1881: 357-359.